# Zespół Williamsa
Zespół Williamsa (zespół Williamsa-Beurena, ang. Williams' syndrome, Williams-Beuren syndrome) – rzadki, genetycznie uwarunkowany zespół wad wrodzonych. Opisał go w 1961 roku nowozelandzki kardiolog J. C. P. Williams.

## Etiologia
W 95% przypadków zespół Williamsa spowodowany jest delecją od 1,5 miliona do 1,8 miliona par zasad regionu q11.23 chromosomu 7. To prowadzi do usunięcia od 26 do 28 genów.
W 60% przypadków powyższa mikrodelecja jest pochodzenia matczynego, a w 40% ojcowskiego. 
Do usuniętych genów należy gen ELN kodujący elastynę, a także gen LIMK1 kodujący kinazę LIM-1, postulowano też udział genów CLIP2/CAP-GLY domain containing linker protein 2/ (dawniej CYLN2 /cytoplasmic linker protein 2/) i RFC2 w patogenezie schorzenia.

## Fenotyp
Pacjenci z zespołem Williamsa mają charakterystyczną dysmorfię twarzy, określaną jako twarz „elfa”, na którą składają się charakterystyczne małżowiny uszne, szerokie czoło, długa rynienka podnosowa, grube wargi, pogłębiona nasada nosa, niebieskie lub zielone tęczówki; często, lecz nie zawsze występują u nich wady wrodzone serca (np. nadzastawkowe zwężenie aorty), niedoczynność tarczycy, niepełnosprawność intelektualna lub inteligencja w dolnych granicach normy, niezwykle życzliwe usposobienie i zamiłowanie do muzyki. Zdarza się również nadwrażliwość na dźwięki, która w okresie dorosłości może prowadzić do głuchoty. U osób z zespołem Williamsa często stwierdza się słuch absolutny. W okresie noworodkowym może wystąpić hiperkalcemia. Pacjenci z zespołem Williamsa  wykazują zwiększoną ufność wobec nieznanych wcześniej osób. Osoby z zespołem Williamsa mogą też przejawiać inne zaburzenia zachowania i zaburzenia psychiczne, takie jak hiperaktywność, mania i skłonność do nieuzasadnionych lęków przed niektórymi sytuacjami.